# Кобринская синагога
Кобринская синагога — историческое здание второй половины XIX века в Кобрине, памятник архитектуры (номер 112Г000396). Расположена по адресу: Первомайская улица, 40.

## История
Здание построено во второй половине XIX века (некоторые источники датируют XVIII веком). Синагога является одной из крупнейших в Беларуси, более крупная синагога находится только в Гродно. Действовала до Великой Отечественной войны, стала центром Кобринского гетто. У стен синагоги были последние расстрелы евреев гетто. После войны в синагоге разместился цех по производству вначале пива, а затем — безалкогольных напитков Кобринского консервного завода. С 1980-х годов здание пустует и разрушается. В 2003 году зарегистрирована община евреев Кобрина, планировавшая восстановить синагогу с размещением в ней культурного центра, но реставрация здания так и была начата.

## Архитектура
Синагога относится к типу базиликальных безбашенных храмов. Построена в стиле эклектики с чертами классицизма. Здание выстроено из кирпича. Композиция здания симметричная. Главный фасад имеет трёхэтажную центральную часть, фланкированную четырьмя плоскими лопатками, и двухэтажные боковые крылья. Аналогичные лопатки размещены по углам здания. Первый этаж имеет лучковые оконные проёмы, второй и третий — полуциркульные. Здание декорировано плоскими нишами, аркатурными поясами, лопатки на первом этаже рустованы.